# Siegelsbach
Siegelsbach este o comună din landul Baden-Württemberg, Germania.